# Конопа жовтоброва
Коно́па жовтоброва (Conopias cinchoneti) — вид горобцеподібних птахів родини тиранових (Tyrannidae). Мешкає в Андах.

## Опис
Довжина птаха становить 16 см. Голова оливково-зелена, лоб яскраво-жовтий, над очима широкі жовтуваті "брови", що з'єднуються на потилиці. Спина оливково-коричнева, крила і хвіст тьмяно-коричневі. Нижня частина тіла яскраво-жовта. Очі темні. Дзьоб відносно довгий, чорний, лапи чорні.

## Підвиди
Виділяють два підвиди:
- C. c. icterophrys (Lafresnaye, 1845) — від центральної Колумбії до північно-західної Венесуели;
- C. c. cinchoneti (Tschudi, 1844) — від східного Еквадору до центрального Перу.

## Поширення і екологія
Жовтоброві конопи мешкають у Венесуелі, Колумбії, Еквадорі і Перу. Вони живуть у вологих гірських і рівнинних тропічних лісах і на узліссях. Зустрічаються на висоті від 400 до 1900 м над рівнем моря. Живляться комахами і дрібними плодами.

## Збереження
МСОП класифікує цей вид як вразливий. Жовтобровим конопам загрожує знищення природного середовища.